# Аналіз функцій дійсної змінної

Сума перших чотирьох складових ряду Фур'є для квадратної хвилі (меандру). Ряди Фур'є є одним із важливих інструментів аналізу функцій дійсної змінної.

Аналіз функцій дійсної змінної — галузь математичного аналізу, що вивчає дійсні числа і  функції дійсних змінних і дійсних значень. Зокрема, вона займається аналітичними властивостями дійсних функцій і послідовностей, а також досліджує збіжність і границі послідовностей дійсних чисел, численням дійсних чисел, і поняттями неперервності, гладкості і іншими пов'язаними властивостями функції дійсних значень.

## Сфера застосування

### Конструктивні способи побудови дійсних чисел
Теореми із галузі аналізу функцій дійсної змінної покладаються безпосередньо на визначення структури ряду дійсних чисел. Система дійсних чисел складається із множини ({\displaystyle \mathbb {R} }), а також включає дві операції (+ і •) і впорядкування (<), і, формально кажучи, є впорядкованою четвіркою, що складається із цих об'єктів: {\displaystyle (\mathbb {R} ,+,\bullet ,<)}. Існує декілька способів формалізації поняття системи дійсних чисел. Синтетичний підхід визначає список аксіом для дійсних чисел, що є повним впорядкованим полем. Зокрема, властивість повноти відрізняє дійсні числа від інших впорядкованих полів (наприклад, від раціональних чисел {\displaystyle \mathbb {Q} }) і є критично важливим для доведення декількох основних властивостей функцій дійсних значень. Повнота дійсних чисел часто виражається як властивість існування точної верхньої (нижньої) межі (vide infra).

### Властивості впорядкованих дійсних чисел
Дійсні числа мають декілька важливих властивостей, що стосуються впорядкованих ґраток, які не властиві комплексним числам. Найбільш важливою властивістю, є те що дійсні числа утворюють впорядковане поле, в якому операції додавання і множення зберігають позитивність. Крім того, дійсні числа це лінійно впорядкована множина, в вони мають точну верхню (нижню) межі: 
Кожна не пуста підмножина множини {\displaystyle \mathbb {R} } що має верхню межу, має найменшу верхню межу, що також є дійсним числом. 
Ці теоретичні властивості впорядкування дозволяють отримати ряд важливих результатів, такі як теорема Леві про монотонну збіжність, Теорема Больцано — Коші і Теорема Лагранжа.
Однак, хоча результати даного аналізу отримані для області дійсних чисел, багато з них можна застосувати і для інших математичних об'єктів. Зокрема, багато ідей в функціонального аналізу і теорії операторів узагальнюють властивості дійсних чисел.

### Послідовність
Послідовність це функція областю якої є злічена, повністю впорядкована множина, що зазвичай задається натуральними або цілими числами. Іноді зручно розглядати двонаправлені послідовності, що індексуються цілими числами, включаючи негативні індекси.

Областю інтересу аналізу функцій дійсних змінних є послідовність дійсних значень, індексована в даному випадку натуральними числами, що є мапою {\displaystyle a:\mathbb {N} \to \mathbb {R} ,\ n\mapsto a_{n}}. Кожний {\displaystyle a(n)=a_{n}} називають термом (або, рідше елементом) послідовності. Послідовність рідко позначається явним чином як функція; замість того, загальноприйнятим майже завжди є, позначати її як впорядкований ∞-кортеж, із указанням окремих термів або загального терму вказаного у дужках: 
{\displaystyle (a_{n})=(a_{n})_{n\in \mathbb {N} }=(a_{1},a_{2},a_{3},\cdots )}.
Послідовність яка збігається до деякої границі (i.e., {\textstyle \lim _{n\to \infty }a_{n}} exists) називається збіжною; в протилежному випадку, вона називається розбіжною. Послідовність дійсних значень {\displaystyle (a_{n})} буде обмеженою яке існує {\displaystyle M\in \mathbb {R} } таке, що {\displaystyle |a_{n}|<M} для всіх {\displaystyle n\in \mathbb {N} }. Послідовність дійсних значень {\displaystyle (a_{n})} буде монотонно зростати або зменшуватися якщо 
{\displaystyle a_{1}\leq a_{2}\leq a_{3}\leq \ldots } або {\displaystyle a_{1}\geq a_{2}\geq a_{3}\geq \ldots }
 будуть здійснюватися, відповідно. Якщо виконується одна із зазначених умов, послідовність називається монотонною.

### Границі та збіжність
Границя — це значення, до якого "наближається" функція або послідовність, коли вхідне значення або індекс наближається деякого значення. Ліміти є важливим поняттям числення (і математичного аналізу загалом) і використовувалися для визначення неперервності функцій, похідної, і інтеграла. По суті, числення початково визначалося як наука, що вивчає границі і граничні процеси.
Поняття границі вперше запропонував Коші, а більш строгим його зробили Бернард Больцано і Карл Веєрштрас. Це поняття дозволило вивчати числення Ньютона і Лейбніца у більш логічний послідовний спосіб, і в кінцевому рахунку дало початок існування математичного аналізу як дисципліни. Сучасне ε-δ визначення границі функції дійсної змінної приведене нижче.
Визначення. Нехай {\displaystyle f} є функцією дійсних значень визначеною для області {\displaystyle E\subset \mathbb {R} }. Будемо говорити, що {\displaystyle f(x)} наближається до {\displaystyle L} при {\displaystyle x} що прямує до {\displaystyle x_{0}}, або що границею функції {\displaystyle f(x)} при {\displaystyle x}, що прямує до {\displaystyle x_{0}} є {\displaystyle L} якщо, для будь-якого {\displaystyle \epsilon >0}, існує таке {\displaystyle \delta >0}, що для всіх {\displaystyle x\in E}, {\displaystyle 0<|x-x_{0}|<\delta } буде здійснюватися {\displaystyle |f(x)-L|<\epsilon }. Запишемо це символічно у вигляді 
{\displaystyle f(x)\to L\ \ {\text{as}}\ \ x\to x_{0}}, або {\displaystyle \lim _{x\to x_{0}}f(x)=L}.
В більш інтуїтивно зрозумілому вигляді, це визначення можна представити наступним чином: Скажемо що {\displaystyle f(x)\to L} при {\displaystyle x\to x_{0}}, тоді ми завжди можемо знайти таке додатне число {\displaystyle \delta }, що при будь-якому даному додатному числі {\displaystyle \epsilon } (не важливо наскільки малим воно є), ми можемо бути впевнені, що {\displaystyle f(x)} і {\displaystyle L} є меншими за {\displaystyle \epsilon }, доки {\displaystyle x} (в області функції {\displaystyle f}) є дійсним числом що менше ніж {\displaystyle \delta } що далі від {\displaystyle x_{0}} але є відмінною від {\displaystyle x_{0}}. Метою останньої умови, що відповідає виконанню умови {\displaystyle 0<|x-x_{0}|} у даному визначенні, є гарантування того, що {\displaystyle \lim _{x\to x_{0}}f(x)=L} ніяк не зв'язано із самим значенням {\displaystyle f(x_{0})}.  Насправді, {\displaystyle x_{0}} не обов'язково повинно бути в області значень {\displaystyle f} для того, щоб границя {\displaystyle \lim _{x\to x_{0}}f(x)} існувала.
Поняття границі також тісно зв'язане із поведінкою послідовностей {\displaystyle (a_{n})} при {\displaystyle n} що стає нескінченно великим.
Визначення. Нехай {\displaystyle (a_{n})} є послідовністю дійсних значень. Будемо говорити, що {\displaystyle (a_{n})} збігається до {\displaystyle a} якщо, для будь-якого {\displaystyle \epsilon >0}, існує натуральне число {\displaystyle N} таке що {\displaystyle n\geq N} при якому виконується {\displaystyle |a-a_{n}|<\epsilon }. Запишемо це у символьній формі наступним чином 
{\displaystyle a_{n}\to a\ \ {\text{as}}\ \ n\to \infty }, або {\displaystyle \lim _{n\to \infty }a_{n}=a};
Якщо {\displaystyle (a_{n})} не збігається, говорять, що послідовність {\displaystyle (a_{n})} є розбіжною.

### Неперервність
Функція, що є перетворенням змінних із множини дійсних чисел у дійсні числа може бути представлена у вигляді графіку у Декартовій площині; така функція буде неперервною якщо, грубо кажучи, її графік буде суцільною не розірваною кривою без "розривів" чи ділянок, направлених у нескінченність.
Існує декілька представлень, що роблять це припущення математично точним. Можна привести декілька різних визначень із різного рівня узагальнення. У випадку коли можливо застосувати два або більше визначень, можна показати що вони є еквівалентними одне одному, тому для визначення неперервна функція чи ні можна використовувати будь-яке з них, яке зручніше. У першому визначенні, що приведене нижче, {\displaystyle f:I\to \mathbb {R} } є функцією, що визначена у невиродженому інтервалі {\displaystyle I} із множини дійсних чисел що є її областю визначення. Однією із можливих ситуацій є {\displaystyle I=\mathbb {R} }, що є всією множиною дійсних чисел, відкритий інтервал {\displaystyle I=(a,b)=\{x\in \mathbb {R} \,|\,a<x<b\},} або закритий інтервал {\displaystyle I=[a,b]=\{x\in \mathbb {R} \,|\,a\leq x\leq b\}.}  Тут, {\displaystyle a} і {\displaystyle b} є відмінними дійсними числами, а випадки із пустим {\displaystyle I} або такою, що складається із однієї точки, виключається.
Визначення.  Якщо {\displaystyle I\subset \mathbb {R} } - невироджений інтервал, говоримо що {\displaystyle f:I\to \mathbb {R} } є неперервною для {\displaystyle p\in E} якщо {\displaystyle \lim _{x\to p}f(x)=f(p)}. {\displaystyle f} називають неперервним відображенням якщо {\displaystyle f} є неперервною для кожної {\displaystyle p\in I}.
На відміну від вимоги існування границі в точці {\displaystyle p} для функції for {\displaystyle f}, яка ніяк не обмежує поведінку {\displaystyle f} в самій точці {\displaystyle p}, окрім існування {\textstyle \lim _{x\to p}f(x)}, повинні здійснюватися наступні дві умови, для того, щоб {\displaystyle f} була неперервною в {\displaystyle p}: (i) {\displaystyle f} повинна бути визначена в точці {\displaystyle p}, тобто, {\displaystyle p} це точка в області визначення функції {\displaystyle f}; і (ii) {\displaystyle f(x)\to f(p)} при {\displaystyle x\to p}. Приведене визначення насправді застосовується для будь-якої області {\displaystyle E}, яка не містить ізольованої точки.

### Ряди
Дана (нескінченна) послідовність {\displaystyle (a_{n})}, ми можемо визначити асоціативний ряд як формальний математичний об'єкт {\textstyle a_{1}+a_{2}+a_{3}+\cdots =\sum _{n=1}^{\infty }a_{n}}, що іноді записують простіше у вигляді {\textstyle \sum a_{n}}.  Часткові суми ряду {\textstyle \sum a_{n}} є числами, що задаються як {\textstyle s_{n}=\sum _{j=1}^{n}a_{j}}. Говорять, що ряд {\textstyle \sum a_{n}} є збіжним якщо послідовність, що складається із його часткових сум, {\displaystyle (s_{n})}, є збіжною; в іншому випадку ряд є розбіжним.  Сума збіжних рядів задається у вигляді {\textstyle s=\lim _{n\to \infty }s_{n}}.
Варто підкреслити, що слово "сума", що використовується тут варто розуміти в метафоричному сенсі як поняття границі послідовності часткових сум і не повинно інтерпретуватися як просто "додавання" нескінченного числа елементів. Наприклад, на відміну від поведінки скінченних сум, перевпорядкування елементів в нескінченній сумі може привести до того, що результат збіжності буде різним (більш детально це розглядає теорема Рімана про умовно збіжний ряд).
Прикладом збіжних рядів є геометричні ряди, які є основою для одно із відомого парадоксу Зенона:
{\displaystyle \sum _{n=1}^{\infty }{\frac {1}{2^{n}}}={\frac {1}{2}}+{\frac {1}{4}}+{\frac {1}{8}}+\cdots =1}.
На відміну від того, гармонічний ряд був відомий із часів середньовіча і є розбіжним рядом:
{\displaystyle \sum _{n=1}^{\infty }{\frac {1}{n}}=1+{\frac {1}{2}}+{\frac {1}{3}}+\cdots =\infty }.
(Тут, "{\displaystyle =\infty }" є прийнятим позначенням, що вказує на те що часткові суми ряду збільшуються без обмеження.)
Говорять, що ряд {\textstyle \sum a_{n}} є абсолютно збіжним, якщо збіжною є сума {\textstyle \sum |a_{n}|}.

#### Ряд Тейлора
Ряд Тейлора функції ƒ(x) дійсних або комплексних значень, що є неперервно-диференційованою функцією для дійсного або комплексного числа a є степеневим рядом
який можна записати в більш компактній сигма нотації наступним чином:
{\displaystyle \sum _{n=0}^{\infty }{\frac {f^{(n)}(a)}{n!}}\,(x-a)^{n}}
де n! означає факторіал по n і ƒ (n)(a) позначає n-у похідну функції ƒ розраховану в точці a. Похідна нульового порядку для ƒ позначається як сама функція ƒ і (x − a)0 та 0! обидва визначені як так, що дорівнюють 1. У випадку коли a = 0, також називається рядом Маклорена.

#### Ряд Фур'є
Ряд Фур'є дозволяє розкласти періодичні функції або періодичні сигналу у суму (можливо нескінченну), що складається із набору простих періодичних функцій, зокрема функцій синусу і косинусу (або комплексних компонент). Вивчення рядів Фур'є є задачею аналізу Фур'є.

### Диференціювання
За формальним визначенням, похідною функції f в точці a є границя
{\displaystyle f'(a)=\lim _{h\to 0}{\frac {f(a+h)-f(a)}{h}}}
Якщо похідна існує по всій області визначення функції, така функція є диференційованою. Повторивши процес декілька разів, можна отримати похідні вищих порядків.
Функції можна класифікувати за їхнім класом диференціювання. Клас C0 містить усі неперервні функції. Клас C1 складається з усіх диференційованих функцій, які мають неперервну похідну; такі функції називають неперервно диференційованими.